# ザラフシャン
ザラフシャン(ウズベク語: Zarafshon/Зарафшон)は、ウズベキスタン共和国・ナヴォイ州の都市。人口は65,000人超。キジルクム砂漠に位置しているため、アムダリヤ川から220kmに達するパイプラインで水を引いている。ザラフシャンは「ウズベキスタンの黄金の都」と称されるほどで、近くにある世界最大級の露天掘りのムルンタウのムルンタウ金鉱床で最高純度の金の採掘や、ウラン鉱業を手がけるウズベキスタン最大の企業であるナヴォイMMCの拠点である。
ザラフシャン空港はタシュケントへの便がある。